# Чен Дин Хва
Чен Дин Хва (кит. трад. 陳廷驊, упр. 陈廷骅, пиньинь Chén Tínghuá, палл. Чэнь Тинхуа; 1923 — 17 июня 2012) — гонконгский миллиардер, основатель компании Nan Fung Group, глава текстильной организации Nan Fung Textiles Consolidated Limited и компании Nan Fung Development Limited.

## Биография
В 1954 году основал компанию Nan Fung Textiles Limited, которая стала филиалом концерна Nan Fung Textiles Consolidated Limited, главной специализацией которого было хлопковое производство и пряжа. Предприниматель стал его руководителем, впоследствии диверсифицировав производство в область недвижимого имущества, грузоперевозок, инвестиций, ценных бумаг, строительство и другие сферы. Его собственный капитал составлял приблизительно 3,7 миллиарда долларов.
Содействовал фонду медицинского исследовательского университета University's Chinese Medicinal Material Research Fund, а также фондов - Three-Year MBA Programme Endowment Fund и D H Chen Foundation Student Loans Fund for Shaw College. Активно занимался благотворительной деятельностью, созданный им фонд осуществлял значительные пожертвования медицинским, образовательным, религиозным организациям.